# Suspected Unapproved Parts
Suspected Unapproved Parts (SUP) (englisch, wörtlich ‚mutmaßlich nicht zugelassene Bauteile‘, fachlich übersetzt ‚Teile zweifelhafter Herkunft‘) beschreiben allgemein Bauteile aus der Luft- und Raumfahrt, deren Verwendungsfähigkeit aufgrund von bestimmten Kriterien zweifelhaft ist. Dabei handelt es sich um Bauteile, die mutmaßlich nicht den luftfahrtgesetzlichen Vorgaben entsprechen und vor einer Nutzung einer Untersuchung bedürfen.
Als SUP werden Bauteile bezeichnet, die nicht verwendbar erscheinen, da sie möglicherweise nicht die einschlägigen Vorgaben zur Entwicklung, Herstellung, Instandhaltung oder deren Dokumentation erfüllen. So lange Zweifel an der Verwendbarkeit eines Bauteils bestehen, muss eine Nutzung des Bauteils im Luftfahrzeug aus Sicherheitsgründen ausgeschlossen werden.
SUP ist keinesfalls mit Bogus Parts (engl. bogus ‚gefälscht‘, spare parts ‚Ersatzteile‘) gleichzusetzen, da bei diesen im Gegensatz zu SUP immer krimineller Vorsatz gegeben ist.
Sobald vorhandene Zweifel an der Lufttüchtigkeit ausgeräumt sind, wird aus einem SUP ein zugelassenes Bauteil.
Ist es nicht möglich, unter Anwendung aller zur Verfügung stehenden Mittel diese Zweifel auszuräumen, wird aus dem SUP ein nicht zugelassenes Bauteil (Unapproved Part). Die Nutzung eines nicht zugelassenen Bauteils im Luftfahrzeug muss zweifelsfrei ausgeschlossen werden.

## Allgemeine Informationen
Die US-Luftfahrtbehörde FAA betreibt ein Programm zur Anzeige derartiger Teile.
Der Bundesverband der Deutschen Luft- und Raumfahrtindustrie BDLI hat eine Arbeitsgruppe zum Thema SUP eingerichtet.
Informationen zum Thema findet man auch auf der Website des LBA.

## Definitionen
Die folgenden Definitionen wurden im Rahmen der BDLI Arbeitsgruppe Suspected Unapproved Parts festgelegt und sollten entsprechend in der Luft- und Raumfahrt Verwendung finden.

### Zugelassene Bauteile (Approved Parts)
basieren auf genehmigten Entwicklungsunterlagen und
sind in Übereinstimmung mit den zutreffenden luftrechtlichen Regelungen
- hergestellt,
- instand gehalten und
- dokumentiert.

### Nicht zugelassene Bauteile (Unapproved Parts)
basieren nicht auf genehmigten Entwicklungsunterlagen oder sind nicht in Übereinstimmung mit den zutreffenden luftrechtlichen Regelungen
- hergestellt,
- instand gehalten und
- dokumentiert.

### Mutmaßlich nicht zugelassene Bauteile (Suspected Unapproved Parts)
sind Teile, die mutmaßlich auf nicht genehmigten Entwicklungsunterlagen basieren oder ohne Übereinstimmung mit den luftrechtlichen Regelungen
- hergestellt oder
- instand gehalten oder
- dokumentiert wurden.

### Gefälschte Bauteile (Bogus Parts)
sind nicht zugelassene Teile, die in krimineller Absicht hergestellt oder in Umlauf gebracht wurden.

## Rechtliche Grundlagen
Verordnung (EG) Nr. 216/2008, Artikel 5, Absatz 2c: Ein Luftfahrzeug ist lufttüchtig, wenn nachgewiesen wird, dass es der in seiner Musterzulassung genehmigten Musterbauart entspricht und die einschlägigen Unterlagen, Inspektionen und Prüfungen belegen, dass das Luftfahrzeug die Voraussetzungen für einen sicheren Betrieb erfüllt. Dies schließt die im Luftfahrzeug eingebauten Erzeugnisse, Teile und Ausrüstungen ein.
Verordnung (EG) Nr. 1321/2014 der Kommission vom 17. Dezember 2014 über die Aufrechterhaltung der Lufttüchtigkeit von Luftfahrzeugen und luftfahrttechnischen Erzeugnissen, Teilen und Ausrüstungen und die Erteilung von Genehmigungen für Organisationen und Personen, die diese Tätigkeiten ausführen.

### Anhang I zur Verordnung (EG) 1321/2014 (Part M)
M.A.504 Überwachung nicht betriebstüchtiger Komponenten
a) Eine Komponente gilt als nicht betriebstüchtig, wenn irgendeiner der folgenden Umstände zutrifft:
1. Ablauf der im Instandhaltungsprogramm festgelegten Lebensdauer,
2. Nichterfüllung der geltenden Lufttüchtigkeitsanweisungen und anderer zwingend von der Agentur vorgeschriebener Forderungen für die Aufrechterhaltung der Lufttüchtigkeit,
3. nicht vorhandene notwendige Informationen zur Bestimmung des Lufttüchtigkeitsstatus oder der Eignung für den Einbau,
4. Anzeichen von Mängeln oder Fehlfunktionen,
5. eine Störung oder ein Unfall, die bzw. der seine Betriebstüchtigkeit beeinträchtigen könnte.

c) Komponenten, die ihre zugelassene Lebensdauer erreicht haben oder mit einem nicht reparierbaren Mangel behaftet sind, müssen als Ausschuss ausgewiesen werden, und sie dürfen nicht mehr in das System für die Materialzufuhr eingehen […] (s. a. 145.A.42 d))
d) Personen oder Organisationen, die nach Teil M zuständig sind, müssen im Fall einer gemäß Absatz (c) als nicht wiederverwendbar eingestuften Komponente
1. eine solche Komponente an einem Ort gemäß Absatz (b) aufbewahren, oder
2. dafür sorgen, dass die Komponente so verändert wird, dass sie weder wirtschaftlich verwertet noch repariert werden kann, bevor die Verantwortung für eine solche Komponente abgegeben wird.

### Anhang II zur Verordnung (EG) 1321/2014 (Part 145)
145.A.42 Abnahme von Komponenten
d) Komponenten, die ihre zugelassene Lebensdauer erreicht haben oder mit einem nicht reparierbaren Mangel behaftet sind, müssen als Ausschuss ausgewiesen werden, und sie dürfen nicht mehr in das System für die Materialzufuhr eingehen […]

### LBA-Rundschreiben Nr. 18-01/03-2
an alle genehmigten Herstellungsbetriebe, Instandhaltungsbetriebe,
luftfahrttechnischen Betriebe und selbständigen Prüfer von Luftfahrtgerät.
„Auffinden und Melden von Teilen zweifelhafter Herkunft“

### FAA AC 21-29C – Detecting and Reporting Suspected Unapproved Parts
Beschreibt die Vorgaben der FAA in Bezug auf SUP und richtet sich an alle Luftfahrtunternehmen im Geltungsbereich der FAA Gesetzgebung.

## Umgang mit SUP

### Betroffene Prozesse und Unternehmensbereiche
1. Lieferantenzulassung
2. Einkauf
3. Wareneingang
4. Lagerung
5. Einbau / Verwendung

### Meldung von SUPs
Wenn trotz interner Recherchen Zweifel an der Verwendbarkeit eines Bauteils nicht ausgeräumt werden kann, sind gegebenenfalls weitere Maßnahmen notwendig.
1. Im Geltungsbereich der FAA besteht eine Verpflichtung zur Meldung von SUPs im Rahmen des FAA Suspected Unapproved Parts Program. Dies gilt auch für europäische Unternehmen, die eine entsprechende FAA-Zulassung haben, z. B. deutsche Unternehmen, die im Rahmen des EU – FAA Bilaterals (BASA) eine Genehmigung als FAA Certified Repair Station haben.[1]
2. Europäisch zugelassenen Betrieben wird dringend empfohlen, ebenso SUPs bei der jeweilig zuständigen Luftfahrtbehörde zu melden. In Deutschland ist das Luftfahrt-Bundesamt (LBA) die zuständige Luftfahrtbehörde in Sachen SUP.[3]